# Mario Fernández Cuesta
Mario Fernández Cuesta – noto solo come Mario – (Santander, 30 aprile 1988) è un calciatore spagnolo, portiere del Monte Santander.

## Carriera
Ha giocato nella Liga con il Racing Santander.

## Palmarès

### Club

#### Competizioni nazionali
- Segunda División B: 1

Racing Santander: 2013-2014 (Gruppo 1)